# Nová Anglie

Nová Anglie (červeně) na mapě USA

Nová Anglie (anglicky New England) je oblast mezi New Yorkem a Kanadou, severovýchodní cíp USA s největším městem Bostonem, který tvoří šest států, původních britských kolonií:
- Maine,
- New Hampshire,
- Vermont,
- Massachusetts,
- Rhode Island a
- Connecticut.

Spolu se Středoatlantskou oblastí tvoří severovýchod Spojených států, což je jeden ze čtyř hlavních regionů Spojených států.

## Historie
Tuto oblast osídlenou Indiány Algonkiny objevili Britové, ale obchod s bobřími kožešinami, kovy a oděvy zde provozovali již od roku 1600 i Francouzi a Holanďané. Zde Britové založili své první anglické kolonie. Tradice prvních anglických poutníků osídlujících v roce 1620 novou Plymouthskou kolonii připomíná Den díkůvzdání. Po 10 letech se puritáni usídlili severně od Plymouthské kolonie v Bostonu a zformovali kolonii Massachusettského zálivu („Massachusetts Bay Colony“). Po následujících 126 let Nová Anglie bojovala ve čtyřech francouzsko-indiánských válkách dokud Britové a jejich Irokézská konfederace neporazili Francouze s jejich algonkinskými spojenci.
V 70. letech 18. století novoanglické kolonie zahájily odboj proti snahám britského parlamentu o nové daně bez souhlasu kolonistů. Bostonské pití čaje 16. prosince 1773 byl právě tím protestem, na který Británie reagovala sankčními zákony postihujícími Massachusetts za samostatné jednání, které byly přijaty kolonisty jako „nepřípustné akty“. Střet vedl k válce roku 1775, k vypuzení britských úřadů z Nové Anglie na jaře 1776 a k deklaraci nezávislosti USA v červenci 1776.

## Charakter
Všechny zdejší státy se vyznačují vysokým procentem bělošského obyvatelstva, s výjimkou státu Connecticut sousedícího s městem New York s větší různorodostí obyvatelstva. Tato oblast se hodně podobá Evropě, obzvlášť Velké Británii. Ačkoliv je většina obyvatel britského původu z dob 17. století, převládá zde do dnešních dnů velká nesympatie vůči Velké Británii z dob Americké války za nezávislost.
Oblast se vyznačuje malými farmami, roztroušenými uprostřed nízko se svažujících pahorků, zejména v oblasti Massachusetts.
Divoké a rozmanité pobřeží státu Maine a šťavnaté louky rozkládající se ve státě New Hampshire, kde se pasou velká stáda skotu a ovcí, láká mnoho turistů.
Turisty také láká místní historie vzpoury proti Británii, ale i město Salem, proslulé honbou na údajné čarodějnice.
Jako označení Novoangličanů také vznikl pojem Yankee, později rozšířený na Američany vůbec.